# Eudokia Palaiologina
Eudokia Palaiologina, född 1265, död 1302, var genom sitt äktenskap med kejsar Johannes II av Trapezunt, kejsarinna av Trapezunt 1282-1297. Hon var dotter till kejsar Mikael VIII Palaiologos av Bysans och Theodora Doukaina Vatatzaina och syster till kejsar Andronikos II Palaiologos.
Eudokia gifte sig med Johannes II av Trapezunt 1282. Efter sin makes död 1297 och sin äldste sons tronbestigning 1298 återvände hon till Konstantinopel med sin yngre son. Hon vägrade att gifta om sig och ägnade sig åt att främja Trabzons intressen i Konstantinopel, där hennes bror lovade hennes son sitt stöd. Hon motsatte sig sin brors plan att gifta bort hennes äldste son med en bysantinare. 1301 återvände hon till Trapezunt med uppgiften att övertala sin son att skilja sig från Djiadjak Jaqeli och gifta sig med en bysantinare, men hon rådde honom i stället att göra tvärtom.